# Orquestra Simfònica de Londres
L'Orquestra Simfònica de Londres (en anglès London Symphony Orchestra sovint abreujada com LSO) és una de les orquestres simfòniques més importants del Regne Unit i del món. Des de 1982 té la seu al Barbican Centre de Londres.

## Història
Fou fundada el 1904 com una organització independent i autogovernable, la primera al Regne Unit. Va donar el seu primer concert el 9 de juny d'aquell any, sota la direcció de Hans Richter, qui va romandre com a director principal fins al 1911, quan Edward Elgar el va succeir per un any.
Més recentment, entre els seus directors titulars destaquen Pierre Monteux (1961-64), Istvan Kertesz (1965-68), André Previn (1968-79) i Claudio Abbado (1979-88). El 1988, el nord-americà Michael Tilson-Thomas el va succeir, i el 1995, va ser reemplaçat per Sir Colin Davis, amb Tilson Thomas convertint-se en principal director convidat. Davis ha anunciat la seva decisió de fer un pas enrere (prenent el lloc de president de l'orquestra) i serà succeït per Valery Gergiev.
La LSO va ser la primera orquestra britànica en tocar a l'estranger quan va ser a París el 1906. La LSO pretenia viatjar amb el Titanic per a un concert d'any nou l'abril de 1912 però afortunadament va canviar de plans a últim moment. També va ser la primera a tocar als Estats Units, el 1912, i el 1973 va ser la primera a ser convidada per prendre part al Festival de Salzburg. Continua realitzant gires per tot el món.
La LSO ha estat considerada com l'orquestra més extravertida de les orquestres de Londres. Hi ha un ambient de bon ànim juvenil en la seva forma de fer música que es mostra en les seves interpretacions de compositors com Berlioz i Prokófiev. La LSO sovint ha tingut músics internacionalment coneguts com a solistes, estrelles com James Galway (flauta), Gervase de Peyer (clarinet) i Barry Tuckwell (trompa). Com molts conjunts, l'orquestra té una gran habilitat en canviar el seu so, produint colors molt diferents segons a mans de diversos directors com Stokowski (amb qui va realitzar una sèrie d'enregistraments memorables), Boult, Horenstein, Solti, Previn, Szell, Abbado, Bernstein i Barbirolli, així com Karl Böhm, que va desenvolupar una relació propera amb l'orquestra al final de la seva vida.
La LSO és també famosa per l'enregistrament de moltes bandes sonores de pel·lícules. Entre aquestes hi ha, sota la batuta del compositor John Williams, totes les pel·lícules de La guerra de les galàxies (amb el trompetista Maurice Murphy tocant en totes elles), Qui ha enredat en Roger Rabbit?, A la recerca de l'arca perduda,The Land Before Time Braveheart, Harry Potter i la cambra secreta i Superman, a més de la innovadora IllumiNations, al parc temàtic d'Epcot. També ha participat en molts enregistraments de pop, entre les quals Sgt. Pepper's Lonely Hearts Club Band de The Beatles.
El 1966 es va formar el Cor Simfònic de Londres (LSC) per complementar el treball de la LSO. Consisteix en més de 200 cantants amateur que mantenen una associació propera amb la LSO; tanmateix ha desenvolupat una vida independent, que els permet acompanyar altres orquestres importants. Recentment ha col·laborat amb la gegant Imperial Orchestra en presentacions i concerts.

## Directors titulars
- Valery Gergiev (2007 - actualitat)
- Colin Davis (1995– 2006)
- Michael Tilson Thomas (1987-1995)
- Claudio Abbado (1979-1987)
- André Previn (1968-1979)
- István Kertész (1965-1968)
- Pierre Monteux (1960-1964)
- Josef Krips (1951-1954)
- Hamilton Harty (1932-1935)
- Willem Mengelberg (1930-1931)
- Albert Coates (1919-1922)
- Thomas Beecham (1915-1917)
- Arthur Nikisch (1912-1914)
- Edward Elgar (1911-1912)
- Hans Richter (1904-1911)